# (2231) Durrell
(2231) Durrell ist ein Asteroid des Hauptgürtels, der am 21. September 1941 vom belgischen Astronomen Sylvain Julien Victor Arend in Ukkel entdeckt wurde.
Der Asteroid ist nach dem britischen Schriftsteller Lawrence Durrell benannt.